# El Tarf
El Tarf là một đô thị thuộc tỉnh El Tarf, Algérie. Dân số thời điểm năm 2002 là 20.362 người.